# Scouts de France
Ne pas confondre avec les Scouts et Guides de France, fondés en 2004 à la suite de la fusion avec les Guides de France.
 (novembre 2019).
Si vous disposez d'ouvrages ou d'articles de référence ou si vous connaissez des sites web de qualité traitant du thème abordé ici, merci de compléter l'article en donnant les références utiles à sa vérifiabilité et en les liant à la section « Notes et références ».
Les Scouts de France est une association française, principal mouvement de scoutisme en France, créée en 1920 et fusionnée en 2004 avec les Guides de France pour former Scouts et guides de France, 
À la suite du succès des Boys Scouts fondés par Baden-Powell en Angleterre en 1907, le père Jacques Sevin fonde en 1920 les Scouts de France. Le mouvement est alors d'un catholicisme traditionnel, et sa pédagogie s'appuie sur les enseignements de Baden-Powell complétés par le père Sevin. Reconnu d'utilité publique en 1927, il participe à la création de la fédération du scoutisme français en 1940. Le mouvement des Scouts de France connaît son apogée au début des années 1960 et compte alors plus de 140 000 membres.
Dans la suite des réformes portées au concile Vatican II, la pédagogie est profondément revue, notamment sous la conduite de François Lebouteux. Cela conduit au départ de nombreux jeunes vers les Guides et scouts d'Europe puis à la création du mouvement des Scouts unitaires de France, qui tous deux souhaitent continuer à pratiquer un scoutisme traditionnel et rester fidèles à la proposition initiale de Baden-Powell et du père Sevin.
En 1981, à la suite de l'échec du rapprochement avec les Guides de France, le mouvement s'ouvre à la coéducation. Il incite ses jeunes membres à l'auto-éducation par la pédagogie spécifique du scoutisme dans un but de développement de la personnalité et de sociabilité active. Catholiques, les Scouts de France sont à partir du milieu des années 1980 ouverts à tous les jeunes, sans distinction d'origine, de culture ou de croyance.
En 2004, la fusion du mouvement avec les Guides de France est finalement décidée, par décision des assemblées générales des deux associations. La structure administrative des Scouts de France est alors dissoute dans l'association Scouts et Guides de France.

## Dates historiques

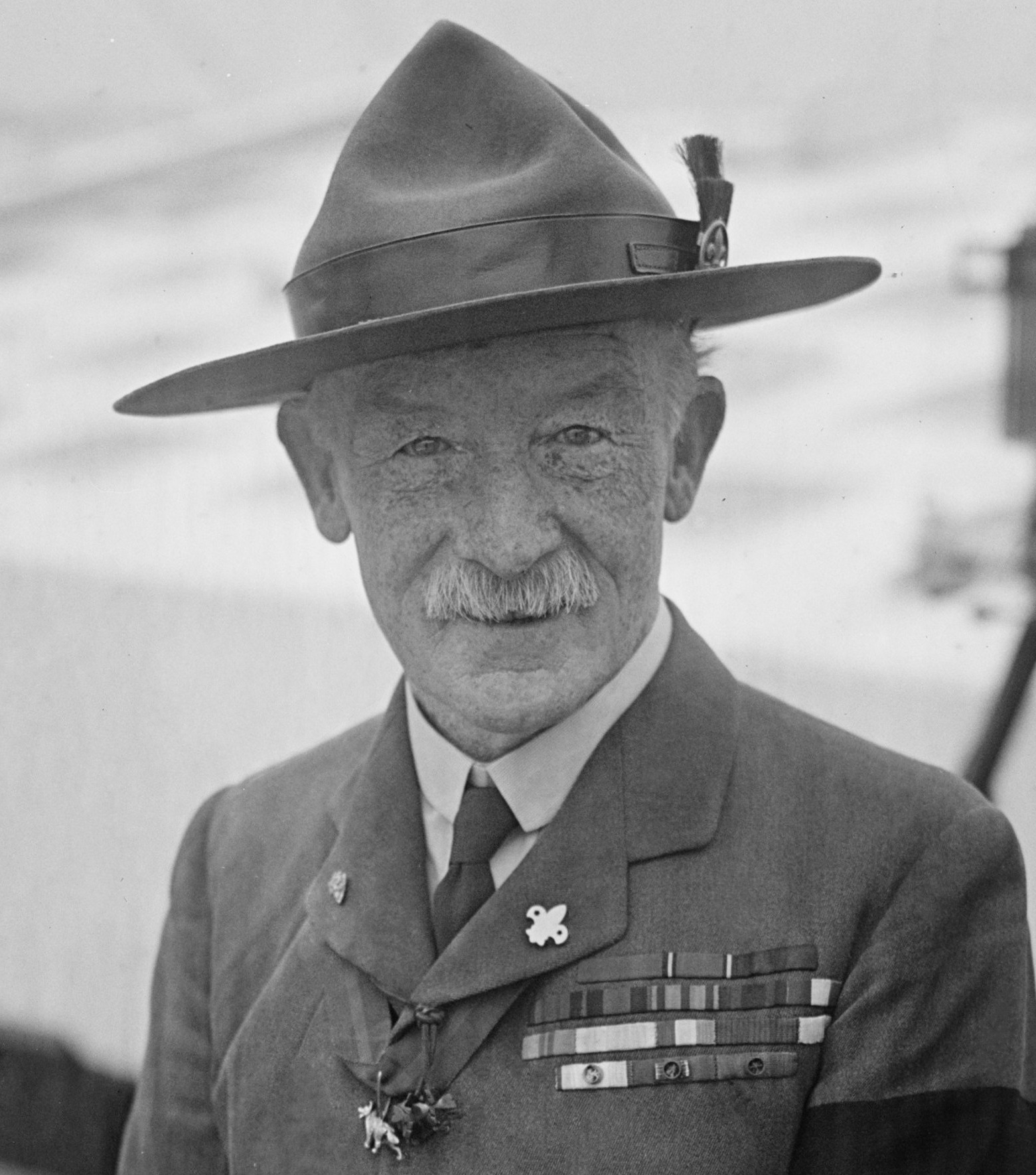
Portrait de Lord Baden-Powell, fondateur du scoutisme.

Étendard des Scouts de France.

- Entre 1917 et 1919, Jacques Sevin complète son livre majeur Le Scoutisme, étude documentaire et applications et met en œuvre ses préceptes en fondant, en 1917, la première troupe scoute catholique à Mouscron. Il est aidé dans son entreprise par Gustave Fache qui devient le premier « scoutmestre ». Peu à peu, les deux hommes vont développer la troupe et adapter la théorie reçue de Baden-Powell aux garçons qui leur sont confiés. Les textes fondateurs des Scouts de France : la promesse, la prière scoute, la loi scoute, sont rédigés durant cette période. Il dessine aussi l'insigne d'origine (que les scouts porteront plus tard au chapeau dit les « 4 bosses » et sur le cœur)[3].
- 5 juillet 1920 : fondation des Scouts de France (SDF) par le père Jacques Sevin, le chanoine Antoine-Louis Cornette, Paul Coze et Édouard de Macedo, à la suite du succès rencontré en Grande-Bretagne par le mouvement Boys Scouts dirigé par Robert Baden-Powell depuis 1907[4].
- Août 1920 : premier camp de Scouts de France, avec les Éclaireurs de France et les Éclaireurs unionistes, sous la direction du général de Maud'huy.
- 1921 : quinze Scouts de France participent au jamboree de Richmond Park[5].
- 1922 : de même que des groupes scouts s'étaient créés spontanément en France dans les années 1910, des groupuscules rattachés à des paroisses ou à des patronages se forment spontanément çà et là et mettent en application les méthodes du scoutisme. Ces tentatives, qui ont alors lieu sans réflexions communes, sont prises en main et supervisées par Albertine Duhamel, future fondatrice des Guides de France.
- Juillet 1922 : 600 scouts et 30 louveteaux participent au premier camp national Scouts de France, à Chamarande. À la suite de ce premier camp, le camp de Chamarande devient le 1er lieu de formation des SDF[6].
- 1923 : fondation du premier groupe marin (le groupe saint Louis à Paris), sous la direction d'Édouard de Macedo et du chanoine Cornette. Mise en place de la branche ainée du scoutisme la Route par Edouard de Macedo et Marcel Forestier[7].
- 1924 : 10 000 scouts catholiques partent à Rome rencontrer le pape Pie XI, à qui ils réservent une ovation de 10 minutes[8].
- 1926 : premier rassemblement national louveteaux. Les scouts de France sont 8 000.
- 1927 : reconnaissance de l'association comme étant une association d'utilité publique par le gouvernement français[9].
- 1929 : 50 000 scouts se rassemblent au jamboree de Birkenhead. Parmi eux 2 500 Français, dont 1 500 Scouts de France. Un an plus tard, les scouts de France sont 24 000.
- Entre 1939-1940 : on compte 72 000 scouts de France avant la guerre. Nombre de chefs s'engagent pour la défense du pays pour ne citer que les plus connus : Michel Menu, Georges Tisserand, Pierre de Montjamont, Pierre Delsuc, Michel Rigal, André Cruiziat, Pierre Goutet, Guy de Larigaudie, Serge Dalens, André Zirnheld
- Entre 1940-1945 : Sous l'occupation allemande, les mouvements de scoutisme sont interdits. Cela ne les empêche pas de perdurer. Certains scouts se regroupent clandestinement (c'est à cette période que le fameux chapeau scout « 4 bosses » est remplacé par le plus discret béret). En zone libre, Vichy essaye de contrôler le mouvement. Les cinq mouvements existants réagissent et s'organisent par exemple :
  - 24, 25 et 26 septembre 1940 : naissance de la Fédération du scoutisme français (agréée par le secrétariat général de la jeunesse le 24 juillet 1941). Les mouvements de scoutisme se réunissent à l'Oradou, près de Clermont-Ferrand, et créent la « Charte de l'Oradou», qui fédère les associations féminines et masculines, mais respecte l'identité de chacun. C'est aussi à cette période que les unités des scouts de France accueillent des scouts israélites pour éviter qu'ils soient repérés.
  - 12 au 15 et 12 aout 1942 : Pèlerinage des routiers au Puy-en-Velay pour prier pour le redressement de la France.

Il faut noter que durant cette période complexe, les Scouts de France subissent les mêmes fractures que la société française :
- Ceux qui ont une vénération pour le maréchal Pétain (en effet, peu étaient pour l'occupation) : Paul Doncoeur, André Cruiziat, Pierre Goutet
- Ceux qui ont souhaité s'engager pour la jeunesse : Henry Dhavernas, Marcel Forestier, Jean Foillard,
- Ceux qui ont souhaité s'engager dans la résistance : Serge Dalens, André Zirnheld, Pierre-Yves Labbe, Pierre Labat, le Clan de Belfort, Michel Menu,

À l'issue de la guerre, on dénombre non plus trois, mais quatre millions de scouts à travers le monde.
- 1947 : les Scouts de France, ainsi que le Scoutisme français, organisent et participent au 6e jamboree mondial à Moisson[10] (Jamboree de la Paix). C'est la première fois qu'un jamboree mondial, se déroule en France. Une délégation allemande y est discrètement accueillie par les SDF.
- 1949 : Michel Menu, commissaire national Éclaireur des Scouts de France, lance les Raiders scouts (qui n'existent plus au sein du mouvement)[11]. Il change l'imaginaire du mouvement en passant des chevaliers aux commandos pour toucher les jeunes et coller à ce qu'ils ont vécus.
- Pendant la guerre d’indépendance, en Algérie, les Scouts de France coexistent et parfois agissent avec d’autres mouvements scouts notamment les Scouts Musulmans Algériens. D’anciens membres des Amitiés scoutes (Scouts de France) qui avaient créé le mouvement la Vie Nouvelle en 1947 sont particulièrement actifs en Algérie dans la municipalité d’Alger et au sein des Libéraux d’Algérie où militent aussi quelques Scouts Musulmans Algériens[12]. D’autres « Scouts de France » en Algérie avaient fait des choix opposés.
- 1957 : Crise de la Route à la suite de l'affaire Muller. Démission de l'équipe nationale route et Michel Rigal reprend le travail d'André Cruiziat pour réformer la route.
- 1961 : le mouvement est à son apogée et compte 141 000 membres.
- 1962-1964 : Les tensions sociétales en France (les conséquences de la guerre d'Algérie, les attentats en France, l'ouverture du concile Vatican II, etc.) s'amplifient et annoncent des changements radicaux dans la vie des Français. Il en est de même pour le Scoutisme. En effet, à la suite de la crise de la route l'association manque de cadres formés, les réflexions pédagogiques créent des clivages et on assiste à la « modernisation » du mouvement sous la direction de François Lebouteux :
  - Scission de la branche « Éclaireurs » (12-17 ans) en deux tranches d'âges « Rangers » (12-14 ans), les « chemises bleues », et « Pionniers » (14-18 ans), les « chemises rouges ».
  - Abandon de l'uniforme dit "classique" au profit de tenues plus colorées et plus citadines.
  - Assouplissement de la discipline et adaptation de la pédagogie (Mettant l'accent sur le développement des pratiques démocratiques dans un modèle très hiérarchisé que ses détracteurs qualifiaient de militariste).

La mise en place de cette "modernisation" chez les scouts comme chez les Guides de France est brutale et contestée fortement au sein des mouvements. Ne se retrouvant pas dans les réformes, certains grands noms décident de quitter l'association comme Pierre Delsuc ou Michel Menu, ainsi que d'autres chefs et beaucoup de jeunes. Certains rejoignent alors les scouts et guides d'Europe dès 1962, d'autres créeront de nouvelles associations tel que Les Goums. La brutalité dans l'application de la réforme et la méconnaissance des réalités du terrain expliquent la forte baisse des effectifs après 1965. Beaucoup de chefs sont contre la réforme, un grand nombre de troupes refusent de l'appliquer et continuent avec l'ancienne pédagogie, tout en restant au sein du mouvement Scouts de France. Ces troupes prennent le nom d'Unitaires (en référence à leur refus de perdre la transmission des connaissances entre jeunes par la scission des branches évoquée ci-dessus).
- 1971 : les Scouts de France refusent de continuer à accepter le mouvement unitaire au sein de leur mouvement et ne laissent pas d'autre choix que d'adopter les réformes ou quitter le mouvement. Des unitaires refusant la réforme et ne souhaitant pas rejoindre les Scouts d'Europe, créent alors leur propre mouvement : les Scouts Unitaires de France (SUF).
- Les années 1970 voient le mouvement entreprendre une réflexion en profondeur et réorganiser la formation. Elle débouche en 1973 sur l’« Appel à l’espérance » et le rassemblement de 10 000 responsables, scouts de France et guides de France à La Trivalle[14].
- Entre 1976 et 1981, Scouts de France et Guides de France cherchent à s'unir. À la suite de l'échec de cet objectif, les Scouts de France votent la coéducation lors de l'assemblée générale, ce qui va provoquer de nombreuses crises au niveau local avec les Guides de France, qui conservent leur identité féminine.
- 1981 : le conseil national adopte les « Sarabandes » (unité accueillant les enfants âgés de 6 à 8 ans) au sein des Scouts de France.
- 1983 : proclamation de la Charte des Scouts de France.
- 2004 : fusion entre les Guides de France (mouvement féminin) et les Scouts de France (mouvement mixte, dans des unités coéduquées ou non) sous la présidence d'Anne Bossy et Guillaume Légaut et la direction de Françoise Parmentier et Claude Morael. L'association des Scouts de France est dissoute. Le mouvement devient les « Scouts et Guides de France »[15].

## Projet institutionnel, éducatif et pédagogique
La pédagogie des Scouts de France, héritée des réformes de 1964, a pour but d'inciter les jeunes à être actifs dans la société, en développant les relations entre eux et avec le monde. Les notions de solidarité, de citoyenneté sont fortement mises en valeur conformément au projet institutionnel :
« Former des citoyens heureux, utiles, actifs et artisans de paix. »
Dans cet objectif, les Scouts de France s'appuient sur un projet éducatif comportant cinq grands domaines de développement, associés à un code de couleurs (utilisés notamment pour les insignes) et déclinés dans les différentes tranches d'âge :
- la relation aux autres (rouge)
- la relation au monde (bleu)
- la relation au corps (santé, activités physiques) (jaune/orange)

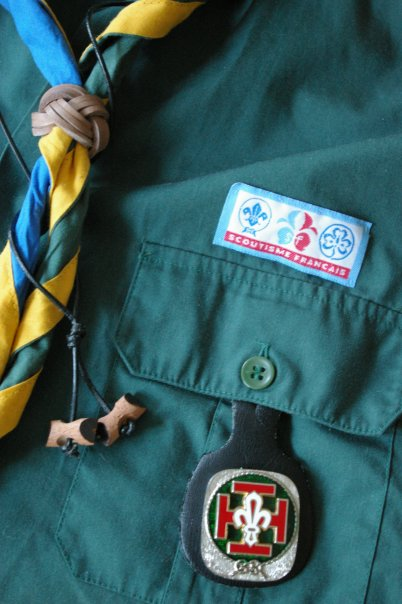
Chemise d'un cadre des Scouts de France en 2004

- la relation à soi (vert)
- la relation à Dieu (blanc)

## Organisation
Le mouvement Scouts de France, avant la fusion avec les Guides de 2004, était organisé en cinq tranches d'âges co-éduquées :
- Les « sarabandes » (6 à 8 ans)
- Les « louveteaux et louvettes » (8 à 11 ans ; chemise jaune)
- Les « scouts et scoutes » (11 à 14 ans ; chemise bleue) et les « mousses » (proposition marine)
- Les « pionniers et pionnières » (14 à 17 ans ; chemise rouge) et les « marins » (proposition marine ; chemise bleu marine)
- Les « compagnons » (17 à 21 ans ; chemise verte)

Les louveteaux, scouts et pionniers sont encadrés par une « maîtrise », composée de chefs et cheftaines, en général de jeunes adultes formés ou en cours de formation. Le mouvement Scouts de France proposait sa propre formation : l'adulte devait valider une première semaine de formation (nommée STIP), animer deux semaines de camp en tant qu'assistant, puis valider une deuxième semaine de formation (nommée STAP) pour avoir la possibilité d'obtenir le brevet d'aptitude aux fonctions d'animateur (BAFA) et de diriger un camp scout. Les compagnons sont eux accompagnés par un ou deux adultes, les « animateurs relais ».
Les cadres du mouvement (responsables de groupes locaux, responsables territoriaux et nationaux) portent la même chemise verte que les compagnons. Une des premières décisions lors de la création des Scouts et Guides de France sera de créer une nouvelle chemise violette pour cette catégorie.

## Branches
La pédagogie décrite ici a cessé d'être utilisée en 2008, après la fusion des Scouts de France avec les Guides de France en 2004. Les pédagogies actuelles sont présentées dans l'article des Scouts et Guides de France.

### Louveteaux et louvettes
Les louveteaux et louvettes, dont la chemise était jaune, réunissaient les enfants de 8 à 11 ans. L’ensemble des louveteaux et des louvettes formait la « meute ». La meute était divisée en « sizaines » d’environ six louveteaux ou six louvettes. Chaque sizaine était menée par un « sizenier » ou une « sizenière » (ou « sizainier » et « sizainière »), un enfant plus âgé et expérimenté, chargé d'accueillir, d'aider et d'accompagner les plus jeunes, en particulier les nouveaux entrants. Ce rôle était toutefois beaucoup plus léger que celui de chef de patrouille ou de chef d’équipe dans les branches plus âgées. La réunion de la sizaine s'appelait le « conseil de sizaine » ; elle était suivie d'un « conseil des sizeniers », qui réunissait les sizeniers et sizenières autour d'un ou plusieurs chefs. La réunion de tous les enfants et des chefs s’appelait le « rocher du conseil », où étaient prises tous ensemble les décisions importantes.
Les noms « louveteau » et « meute » ont été imaginés par Vera Barclay, chargée par Baden-Powell de trouver une pédagogie adaptée aux plus jeunes. Vera Barclay a retenu Le livre de la jungle (de Rudyard Kipling) comme imaginaire de base. Bien qu'il en subsiste des traces dans le vocabulaire tel que « chasse », « rocher du conseil », « piste » ou « territoire » ou les personnages de Baloo et Bagheera, l'imaginaire du Le Livre de la jungle a été abandonné dans les années 90.
À la suite de la fusion avec les Guides de France en 2004, les louveteaux et louvettes ont fusionné avec les jeannettes pour constituer la branche louveteaux-jeannettes. La chemise des jeannettes étant bleu ciel, une nouvelle couleur commune a été choisie pour les louveteaux-jeannettes à la rentrée 2007 : le orange.

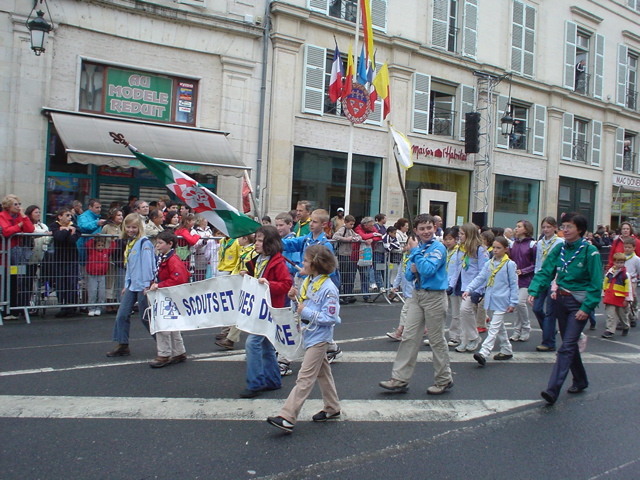
Membres des Scouts de France de différents âges.

#### Loi et promesse
Loi des louveteaux et des louvettes
Les louvettes et les louveteaux sont copains avec tous.
Les louvettes et les louveteaux ont confiance en eux.
Les louvettes et les louveteaux sont curieux du monde.
Les louvettes et les louveteaux sont sportifs.
Les louvettes et les louveteaux sont amis du seigneur.
Promesse
« Je sais que vous serez avec moi,
Même quand j’oublierai parfois un peu notre loi.
Alors, avec l’aide du Seigneur et de vous tous,
Je promets de faire de mon mieux pour suivre la loi des Louveteaux
Et grandir avec Baloo, Louna, Inouk, Baghera et Frère Loup. »

#### Pédagogie
Au cours de l’année, les louveteaux vivent des « chasses », un imaginaire qu'ils choisissent, combinaison d’une histoire, d’activités, de découvertes, de rencontres et d’actions.
Avant d'entrer à la meute, le louveteau ou la louvette est « à l'affut », il observe. Lorsqu'il choisit d'entrer à la meute, il prononce sa promesse. Lors de cette courte cérémonie, il s'engage, en présence de ses pairs, à faire de son mieux pour respecter la loi des louveteaux et des louvettes. On demande aux louveteaux de faire « de leur mieux » pour progresser dans l'unité.
Après leur promesse, les louveteaux progressent en traversant des territoires. Celui de Baloo (l'ours copain avec tous), de Bagheera (la panthère sportive), Frère Loup (le loup ami du Seigneur), Inouk (le castor curieux du monde) et Louna (la chouette qui a confiance en elle). Ces deux derniers ont remplacé Kotick et Darzee à l’occasion d’une réforme pédagogique dans les années 90. Dans chaque territoire – chacun associé à l'un des axes du scoutisme (sens du concret, santé, sens du service, développement du caractère, sens de Dieu) –, le louveteau peut choisir une piste, dans laquelle il lui est demandé de faire une action lui permettant de mettre en valeur ce qu'il sait faire, ou mieux, d'apprendre à faire.
Lorsqu'il a réalisé sa piste, il reçoit un insigne correspondant au territoire. Une fois qu'il a fini la traversée des territoires, il peut découvrir le secret des loups, inspiré d'une phrase de Baden-Powell : « Les louveteaux ont une recette simple pour se procurer du bonheur ils s’arrangent avant tout pour donner du bonheur aux autres. » Il découvre la joie de donner du bonheur aux autres en mettant au service des autres les compétences qu’il a acquises pendant la traversée des territoires. Pour cela ils relèvent trois prouesses : la prouesse pour la meute ; la prouesse pour la famille ; la prouesse pour les copains, d’ici ou d’ailleurs. À chacune de ces prouesses est associé un insigne qui, forme un puzzle avec l'insigne du secret des loups. Au moment de monter chez les scouts, l'enfant laisse sa « trace », un témoignage de ce qu'il a vécu à la meute
Sur le plan spirituel, les louveteaux ont été placés par les fondateurs sous le patronage de saint François d'Assise, qui, dit-on, s'est lié d'amitié avec un loup qui terrorisait les habitants de la petite ville de Gubbio. Le territoire correspondant au développement spirituel est donc le « territoire de Frère Loup ».

### Scouts et scoutes
Les scouts et scoutes, dont la chemise était bleue, réunissaient les préadolescents de 11 à 14 ans. Cinq à sept scouts ou scoutes composaient une « patrouille », à la tête de laquelle l’un des jeunes, le « pilote », était chargé de la coordination. Plusieurs équipes formaient la « troupe ». La réunion de la patrouille, pour organiser un week-end, évaluer les activités vécues, choisir une aventure s'appelait le « conseil de patrouille » ; il était suivi du « conseil de l'aventure » (un membre de chaque patrouille et un ou deux membres de la maîtrise), pour définir et répartir les missions des patrouille dans l’aventure.
Les « mousses » constituaient l’équivalent des scouts et scoutes pour le scoutisme marin : la patrouille était appelée la « bordée », la troupe, l’« équipage » et l’aventure, l’« expédition ».
À la suite de la fusion avec les Guides de France en 2004, les scouts et scoutes ont fusionné avec les guides pour constituer la branche scouts-guides.

#### Loi et promesse
Loi des scouts et scoute
La Loi scoute rédigée par le père Sevin en 1920 pour les scouts de France a été supprimée (mais conservée par d'autres mouvements comme les Europa Scouts, SUF et Scouts d'Europe...etc) et remplacée à partir de 1964 par la suivante :
La scoute, le scout tient parole : « en patrouille, je m’affirme et je fais des choix »
La scoute, le scout développe ses talents : « en patrouille, j’invente et j’explore »
Dieu propose à la scoute, au scout un chemin : « en patrouille, je découvre en Jésus un ami »
La scoute, le scout a l’esprit d’équipe : « en patrouille, j’accueille et je rends service »
La scoute, le scout prend soin de son corps : « en patrouille, je me dépasse »
La scoute, le scout respecte l’autre : « fille ou garçon, j’exprime mes sentiments »
Promesse
« Avec l'aide du Seigneur et de toute la troupe, je suis prêt à vivre selon la loi des scouts du monde entier. »

#### Pédagogie
La progression du scout se fait en trois étapes et deux passages :
- Première étape : découvrir la patrouille. Le scout rejoint une patrouille et vit une première activité en patrouille.
- Premier passage : la promesse.
- Deuxième étape : prendre des rôles dans l’aventure. Le scout réalise au sein de sa patrouille une action qui fait partie de la mission de sa patrouille pour la réalisation de l’aventure de la troupe.
- Deuxième passage : week-end bivouac. Ce week-end est à destination des scouts qui ont vécu un rôle dans chacun des articles de la loi ou qui monteront bientôt aux pionniers. C’est une action conviviale en commun qui propose de faire une relecture de son parcours à la troupe, cela à la lumière de la loi scoute.
- Troisième étape : marquer sa différence. Le scout fait l’inventaire de ses compétences, soit il ou elle en choisit une pour la mettre au service de la troupe en réalisant un exploit ou un chef-d’œuvre, soit il ou elle développe cette compétence en se spécialisant.

Durant l'année, les scouts et scoutes vivent une « aventure », un projet choisi et réalisé par les patrouilles. Les aventures scoutes sont les suivantes :
- « Aventure de l'Homme » (relation à soi - développement du caractère) : tenir parole, cette aventure correspond à la promesse et n'est pas reprise par des rôles.
- « Aventure du monde » (relation au monde - sens du concret) : explorer le monde et inventer.
- « Aventure du Peuple » (relation aux autres - sens du service) : servir et décider avec les autres.
- « Aventure de la Vie » (relation au corps - santé) : exercer son corps et en prendre soin.
- « Aventure de l'Alliance » (relation à Dieu - sens de Dieu) : marcher sur les pas de Jésus-Christ.

Durant chaque aventure, chaque scout ayant prononcé sa promesse assume un rôle (« photographe », « campeur », « pilote », etc.) au sein de la patrouille, pour la durée de l'aventure. Les différents rôles sont mis en œuvre lors des missions que les patrouilles choisissent pour mener à bien l'aventure. Chaque rôle est rattaché à un des axes de développement du scoutisme. Le scout ayant accompli au cours de son passage dans l'unité une action dans chaque axe de développement se voit remettre le label, l'insigne final de progression personnelle.
| Le scout tient parole | Le scout prend soin de son corps | Le scout développe ses talents                  | Dieu propose au scout un chemin | Le scout a l'esprit d'équipe                   | Le scout respecte l'autre |
| Promesse              | - Soigneur - Entraîneur          | - Navigateur - Trappeur - Explorateur - Artisan | - Témoin - Pèlerin              | - Trésorier - Pilote - Reporter - Saltimbanque | Week-end bivouac          |

### Pionniers et pionnières
Les pionniers et pionnières, dont la chemise était rouge, réunissaient les adolescents de 14 à 17 ans. Cinq à sept pionniers ou pionnières composaient une « équipe », à la tête de laquelle l’un des jeunes, le « chef d'équipe », était chargé de la coordination. L’ensemble des équipes formait le « poste ». Le « conseil d’équipe » définissait les missions d’équipe, répartissait les tâches ou missions individuelles et adaptait les rôles de chacun à la mission ; l’« assemblée de poste » prenait les grandes décisions et faisait le point régulièrement sur l’année ou le camp ; le « conseil d’entreprise », qui organisait l'entreprise, réunissait les chefs d’équipe, les troisièmes étapes et un ou plusieurs chefs.
Les « marins » constituaient l’équivalent des pionniers et pionnières pour le scoutisme marin : l’équipe était appelée l’« équipage » et ils portaient une chemise bleu marine.
À la suite de la fusion avec les Guides de France en 2004, les pionniers et pionnières ont fusionné avec les caravelles pour constituer la branche pionniers-caravelles.

#### Loi et promesse
Charte des pionnières et des pionniers
Un pionnier aime la vie. Il développe ses capacités. Il vit son corps et respecte celui des autres.
Inventer et créer font d’un pionnier un acteur et non un spectateur.
On peut compter sur un pionnier. Il sait faire des choix et aller jusqu’au bout.
Un pionnier n’agit pas pour lui seul, il refuse l’injustice et porte à tous la même attention.
Chercheur de Dieu, un Pionnier partage ses convictions. Il trouve dans ses doutes des raisons de croire. Il prie avec ceux qui croient en Jésus-Christ.
Engagement
Avec l’aide de tous et solidaire des Scouts du monde entier, je m’engage :
à vivre en pionnier (en pionnière)
à chercher Dieu,
à agir au service des hommes mes frères,
à progresser selon la Charte des Pionniers Scouts de France.

#### Pédagogie
Les pionniers, pionnières et marins réalisent une « entreprise » (il s'agit d'un projet que l'on mène tout au long de l'année afin de préparer le camp) dans le domaine de la solidarité, de l'international, de l'Évangile, du sport, de la protection de l'environnement, de l'expression, de la communication ou encore de la fabrication. Leur projet est choisi et préparé par eux, la présence des chefs permettant de donner de l'aide, de faire le point, etc. C'est avec les pionniers que de grands projets peuvent être réalisés : faire un camp « sports en eaux vives », réaliser des voitures à pédale pour huit personnes, partir à la rencontre des scouts d'autres pays, faire un camp itinérant, participer à des fouilles archéologiques, etc. Lors du camp, un « chantier » est généralement réalisé (rejoignant sens du service) : participation à la reconstruction d'une maison, repeindre la barrière du propriétaire du lieu de camp, etc.
La progression du pionnier ou de la pionnière se fait d'année en année. C'est généralement au terme de sa première année que le jeune prononce son « « engagement ». Durant sa deuxième année le pionnier doit réaliser jusqu'à cinq contrats réciproques : ce sont des petites missions individuelles que réalise le pionnier en étant encadré par un chef référant (servir et échanger, chercher Dieu, vivre son corps, jouer la créativité, se dépasser). La fin de sa deuxième année est marquée par les « 48 heures » (se dépasser : 24 h découverte et 24 h nature) : un temps de réflexion durant lequel les jeunes partent en binôme pour deux jours et une nuit (l'itinéraire suivi et le lieu et moyen d'hébergement étant choisis à l'avance).
Enfin, durant la troisième année, le jeune acquiert une « spécialisation ». C'est dans ce contexte qu'il peut par exemple passer une formation de secourisme tel que l'AFPS ou encore apprendre à filmer, faire un montage audio et/ou vidéo, etc. Toutes ces progressions sont marquées par l'obtention de différents insignes. La fin de la progression des pionniers est marquée par la réalisation de l'exploit (ou « 36 heures ») par tous les pionniers de 3e année.

### Compagnons
Les compagnons réunissaient les jeunes adultes de 17 à 21 ans, en chemise verte. Trois à sept compagnons formaient une « équipe », et une ou plusieurs équipes formaient le « relais », animé par un ou deux adultes (souvent un couple), appelés « animateurs relais » (ou « anirel »).
À la suite de la fusion avec les Guides de France en 2004, les compagnons ont fusionné avec les JEM (jeunes en marche) en 2008 pour constituer la branche compagnons.

#### Pédagogie
Les compagnons réalisent eux-mêmes leur projet. L'aide des animateurs relais n'est que ponctuelle (mise au point sur l'avancée du projet, etc.) et ils ne partent pas en camp avec les compagnons. Les projets se vivent uniquement en équipe ; le relais compagnon est le lieu d'échange et de vie entre les équipes.
La pédagogie est fondée sur trois temps :
- Le premier concerne la fondation de l'équipe. Il s'agit de réaliser un premier projet, afin de permettre aux membres de l'équipe de mieux se connaître, d'apprendre à fonctionner ensemble. Au terme de ce premier temps, les membres de l'équipe peuvent prononcer leur adhésion à l'équipe, soudée autour d'un « texte de fondation ». C'est au cours de cette cérémonie qu'ils reçoivent leur insigne (un médaillon) d'adhésion.
- Après avoir passé ce « cap de la fondation », les compagnons entrent alors en deuxième temps, au cours duquel ils « prennent le large ». Il s'agit alors pour eux de réaliser un projet « riche »: riche en rencontres, en dépaysement, en apprentissage, en amitié… Ce projet s'effectue dans une relation de partenariat, généralement avec une autre association.
- Après une relecture de ce projet, et le passage du « cap des appels », où les compagnons sont invités à vivre un projet personnel, ils entrent dans le troisième temps, un temps de « témoignage ». Ils achèvent alors pratiquement leur aventure scoute (en tant que jeune) et sont invités à réaliser un engagement : engagement au sein d'une association, de l'Église… Ou bien des Scouts et Guides de France (en devenant chef ou cheftaine par exemple).

Au terme de ces années et de leur parcours scout, les compagnons passent le « cap de l'envoi » et peuvent s'ils le souhaitent prononcer leur engagement compagnon, lors duquel ils disent devant d'autres leur itinéraire et leur désir pour l'avenir.

## Propositions
Les propositions pédagogiques spécifiques ne sont pas des branches au sens strict mais correspondent à des pédagogies développées pour répondre à des besoins spécifiques, en dehors de la logique de branches.

### Scoutisme marin
Pour un article plus général, voir Scoutisme marin.

### Sarabandes
La sarabande était une unité d'initiation au scoutisme, adaptée aux enfants de 6 à 8 ans. Elle est animée par les parents, autour d’un couple de parents « référents ». Ces unités organisaient des mini-camps (trois jours), en général sans dormir sous tente. Par conséquent, les sarabandes ne constituaient pas une branche.
À la suite de la fusion avec les Guides de France en 2004, les sarabandes ont fusionné avec les farandoles en 2008 pour constituer les farfadets.

### Plein vent
Les camps « Plein vent » étaient destinés aux jeunes issus de milieux défavorisés. À la suite de la fusion avec les Guides de France en 2004, cette proposition a fusionné avec la proposition « Soleil » des Guides de France et a pris le nom de « Scoutisme pour tous ».